# Phricanthes chalcentes
Phricanthes chalcentes es una especie de polilla de la familia Tortricidae. Se encuentra en Malasia peninsular.